# Wilhelm Westenberger

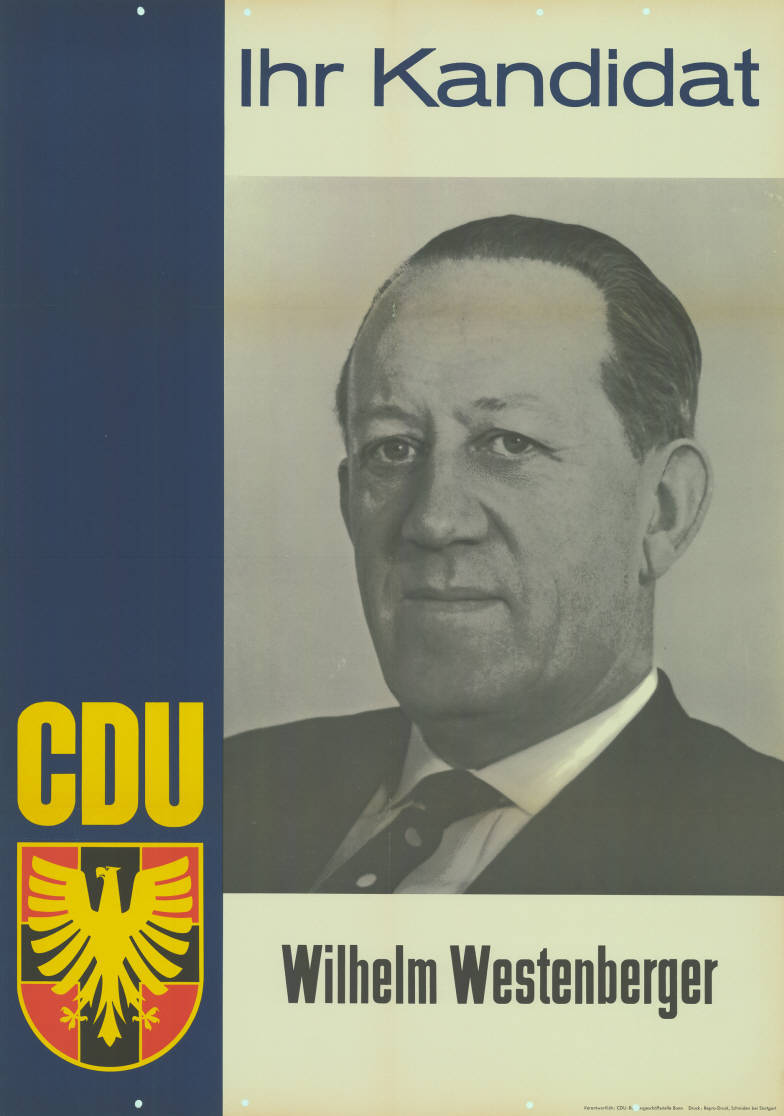
Kandidatenplakat der CDU zur Landtagswahl in Rheinland-Pfalz 1963

Wilhelm Westenberger (* 10. April 1903 in Kastel; † 9. Dezember 1980 in Mainz) war ein deutscher Jurist und Politiker (CDU).

## Leben und Beruf
Nach dem Abitur am Humanistischen Gymnasium in Mainz nahm Westenberger ein Studium der Rechts- und Staatswissenschaften in Frankfurt am Main, München und Gießen auf, das er 1926 mit dem ersten und 1930 mit dem zweiten juristischen Staatsexamen beendete. Seit 1932 war er als Rechtsanwalt in Mainz tätig.
Westenberger war Mitglied der katholischen Studentenverbindungen KDStV Badenia (Straßburg) Frankfurt am Main, KDStV Aenania München und KDStV Burgundia München, alle im CV.

## Partei
Nach dem Zweiten Weltkrieg schloss Westenberger sich der CDU an und wurde 1952 zum Vorsitzenden des CDU-Kreisverbandes Mainz-Stadt gewählt.

## Abgeordneter
Westenberger war Ratsmitglied der Stadt Mainz und dort Vorsitzender der CDU-Fraktion. Er gehörte von 1955 bis 1963 dem Rheinland-Pfälzischen Landtag an.

## Öffentliche Ämter
Westenberger wurde am 19. Mai 1959 als Nachfolger von Bruno Becher zum Minister der Justiz in die von Ministerpräsident Peter Altmeier geführte Landesregierung von Rheinland-Pfalz berufen. Am 18. Mai 1963 schied er aus der Regierung aus und wurde als Justizminister durch Fritz Schneider abgelöst.